# 沙特阿拉伯奥林匹克委员会
沙特阿拉伯奥林匹克与残疾人奥林匹克委员会（IOC代码：KSA）是沙特阿拉伯的国家奥林匹克委员会和国家残疾人奥林匹克委员会，该组织前身为沙特阿拉伯奥林匹克委员会和沙特阿拉伯残疾人奥林匹克委员会，两组织于2021年12月中旬正式合并。